# Tramonto del sole
Il tramonto del sole è un dipinto a olio su tela (318x261 cm) realizzato nel 1752 dal pittore francese François Boucher.
È conservato nella Wallace Collection di Londra.